# Thelma Glass
Thelma Glass (Mobile, 16 de mayo de 1916 – Montgomery, 24 de julio de 2012) fue una profesora de geografía y activista estadounidense de los derechos civiles, conocida por organizar el boicot de autobuses de Montgomery de 1955.

## Biografía
Thelma McWilliams nació en Mobile, Alabama, siendo hija de un cocinero de hotel y una ama de casa. Egresó de las Escuela Secundaria Dunbar, y asistió a Universidad Estatal de Alabama y a la Universidad de Columbia.
En 1955, tras el arresto de Rosa Parks, Glass y otros miembros del Consejo Político de Mujeres, llamaron a boicotear el sistema de autobuses de Montgomery, acontecimiento clave para el Movimiento de los derechos civiles. Glass se había unido a la organización en 1947, y para 1955 llegó a ser la secretaria del consejo. El reverendo Martin Luther King Jr. también se unió a las protestas y trabajó con ella.Repartió volantes, y persuadió a la población a que en vez de viajar en autobús, optaran por caminar o compartir sus vehículos particulares. Al poco tiempo hubo una enorme baja de pasajeros en autobús, al punto de que varios transitaban completamente vacíos. Aunque a veces hubo represalias violentos, el boicot continuó, y finalmente la Corte Suprema dictaminó que era inconstitucional la segregación racial en los autobuses, por lo que se levantó el boicot.
Contrajo matrimonio con el profesor Arthur Glass en 1942, y ambos enseñaron geografía en la Universidad Estatal de Alabama. Glass falleció el 24 de julio de 2012, a los 96 años.

## Otras fuentes
- Adam Bernstein (2012). Thelma Glass, Alabama teacher at the forefront of civil rights activism, dies at 96, Washington Post.
- Robinson, Jo Ann Gibson (1987). The Montgomery Bus Boycott and the Women who Started it: The Memoir of Jo Ann Gibson Robinson. University of Tennessee Press.